# Pierre Collings
Pierre Collings (* 22. September 1900 in Truro, Nova Scotia, Kanada; † 21. Dezember 1937 in North Hollywood, Kalifornien) war ein US-amerikanischer Drehbuchautor, der bei der Oscarverleihung 1937 für den Film Louis Pasteur (1936) sowohl den Oscar für die beste Originalgeschichte als auch den Oscar für das beste adaptierte Drehbuch gewann.

## Leben
Collings, Sohn eines Bergbauingenieurs, war zunächst 1924 Kameramann bei der Inszenierung des Stummfilms Untamed Youth von Émile Chautard. Danach wirkte er zwischen 1925 und 1936 als Drehbuchautor an der Herstellung von zwölf Filmen mit. Für das Drehbuch Time to Love (1927) erhielt er ein Honorar von 13.600 US-Dollar.
Bei der Oscarverleihung 1937 gewann er zusammen mit Sheridan Gibney sowohl den Oscar für die beste Originalgeschichte als auch für das beste adaptierte Drehbuch für den Film Louis Pasteur (1936) von William Dieterle mit Paul Muni, Josephine Hutchinson und Anita Louise. Er starb noch im selben Jahr an einer Lungenentzündung.

## Filmografie (Auswahl)
- 1925: Eine mondäne Frau (A Woman of the World)
- 1926: Die Königin der Riviera (Good and Naughty)
- 1926: Die Großfürstin und ihr Kellner (The Grand Duchess and the Waiter)
- 1926: The Show Off
- 1928: Die rote Tänzerin von Moskau (The Red Dance)
- 1929: The Hole in the Wall
- 1936: Louis Pasteur (The Story of Louis Pasteur)

## Auszeichnungen
- 1937: Oscar für die beste Originalgeschichte
- 1937: Oscar für das beste adaptierte Drehbuch